# Chaetocnema cylindrica
Chaetocnema cylindrica (лат.) — вид жуков-листоедов (Chrysomelidae) рода Chaetocnema трибы земляные блошки из подсемейства козявок (Galerucinae). Палеарктика и Юго-Восточная Азия: Китай (Zhejiang, Hubei, Jiangxi, Guangxi), Корея, Япония.

## Описание
Длина 2,74—2,81 мм, ширина 1,38—1,42 мм. Соотношение максимальной ширины обоих надкрылий к максимальной ширине пронотума 1,14—1,17.
Переднеспинка и надкрылья с зеленоватым и медным отблеском. Ноги и усики в основном желтовато-коричневые с зеленоватым блеском (1-3 антенномеры жёлтые). Голова гипогнатная (ротовые органы направлены вниз). От других видов рода отличается уникальной формой тела (длинное цилиндрическое тело с узким перетянутым основанием) и строением гениталий самцов. Фронтолатеральная борозда отсутствует. Кормовые растения: Пшеница мягкая (Triticum aestivum), Рис посевной  (Oryza sativa).
Средние и задние голени с выемкой на наружной стороне перед вершиной. Лобные бугорки не развиты. Переднеспинка без базальной бороздки. Вид был впервые описан в 1874 году британским энтомологом Джозефом Бейли (Joseph Sugar Baly, 1816—1890) по материалам из Японии. Валидный статус был подтверждён в 2011 году в ходе ревизии палеарктической фауны рода Chaetocnema, которую провели энтомологи Александр Константинов (Systematic Entomology Laboratory, USDA, c/o Smithsonian Institution, National Museum of Natural History, Вашингтон, США), Андрес Баселга (Andrés Baselga; Departamento de Zoología, Facultad de Biología, Universidad de Santiago de Compostela, Santiago de Compostela, Испания), Василий Гребенников (Ottawa Plant Laboratory, Canadian Food Inspection Agency, Оттава, Канада) с соавторами (Jens Prena, Steven W. Lingafelter).